# Simfonijski orkestar Hrvatske radiotelevizije
Simfonijski orkestar Hrvatske radiotelevizije stasao je postupnim povećavanjem prvog radijskog orkestra osnovanog 1929., samo tri godine nakon početka emitiranja tadašnjega Radio-Zagreba. Od godine 1957. počinje djelovati pod imenom Simfonijski orkestar Radio-televizije Zagreb, od 1975. do 1990. naziv mu je Zagrebački simfoničari RTZ, a od 1991. nosi današnji naziv.
U diskografskom opusu ističu se autorski albumi hrvatskih skladatelja Stjepana Šuleka, Milka Kelemena i Mira Belamarića, serija CD-a posvećenih šefovima dirigentima Orkestra, Alpska simfonija Richarda Straussa, te album s djelima talijanskoga skladatelja Gina Marinuzzija starijega. 

## Orkestar
Na čelu toga orkestra stajali su mnogi ugledni dirigenti: Pavle Dešpalj, Krešimir Šipuš, Josef Daniel, Oskar Danon, Milan Horvat, Uroš Lajovic, Vladimir Kranjčević i Nikša Bareza. Među mnogim dirigentima i solistima s kojima je taj ansambl surađivao bili su i Lovro von Matačić, Igor Markevič, Franz Konwitschny, Claudio Abbado, Lorin Maazel, Zubin Mehta, Ernst Bour, Stjepan Šulek, Krzysztof Penderecki, Antonio Janigro, André Navarra, Leonid Kogan, Henryk Szeryng, Aldo Ciccolini, Ruža Pospiš-Baldani, Dunja Vejzović, Dubravka Tomšič-Srebotnjak, Rudolf Klepač, Ivo Pogorelić, Mstislav Rostropovič, Maksim Fedotov, Edita Gruberova, José Carreras, Ruggero Raimondi, Barbara Hendricks i Luciano Pavarotti.

## Povijest
Simfonijski orkestar HRT-a osnovan je 1931. godine. Početkom Domovinskoga rata glazbenici Simfonijskoga orkestra HRT–a, služeći domovini, održali su desetke koncerata od Osijeka, Pakraca, Lipika, Đakova, Gospića, Vinkovaca i Bošnjaka do Šibenika, Zadra, Karlovca, pa i Sarajeva. 
Uz klasični i suvremeni repertoar te snimanja za potrebe Hrvatske radiotelevizije i diskografskih tvrtki, Orkestar se skrbi i za hrvatsku glazbenu baštinu i suvremeno hrvatsko stvaralaštvo.
U sezoni 2010./2011. Orkestar je obilježio 80. obljetnicu postojanja te je tom prigodom objavljena monografija o njegovu djelovanju uz dvostruki album na koji su uvrštene snimke šefova dirigenata orkestra: Milana Horvata, Krešimira Šipuša, Josefa Daniela, Pavla Dešpalja, Vladimira Kranjčevića, Oskara Danona, Uroša Lajovica i Nikše Bareze.

## Vanjske poveznice
- Službene stranice Hrvatske radiotelevizije